# Yoshitoki Kuninobu
Yoshitoki Kuninobu is een fictief persoon uit de film Battle Royale. Hij werd gespeeld door acteur Yukihiro Kotani.

## Voor Battle Royale
Yoshitoki was een leerling van de fictieve Shiroiwa Junior High School. Hij deelde een kamer in een weeshuis samen met zijn beste vriend Shuya Nanahara. Hij kwam in een weeshuis terecht, omdat zijn ouders niet voor hem wilde zorgen. Hij was verliefd op Noriko Nakagawa.

## Battle Royale
Yoshitoki deed nooit mee aan het spel, omdat hij al werd vermoord toen de instructies werden gegeven. Hij gaat namelijk vechten met een medeleerling, en dat accepteert Kinpatsu Sakamochi niet. Hij laat daarom zijn halsketting exploderen, waardoor zijn nek ontplofte. Hij sterft meteen en is de tweede die sterft.